# Голос (Россия, сезон 2)
Второй сезон телевизионного шоу «Голос» транслировался с 6 сентября по 27 декабря 2013 года.
Критики отмечают большую разницу конкурсантов по сравнению с 1-м сезоном: если годом ранее среди участников было много людей «из народа», самородков — то на этот раз в шоу приняли участие большое количество профессиональных, хотя и малоизвестных певцов.

## Наставники

Наставники сезона
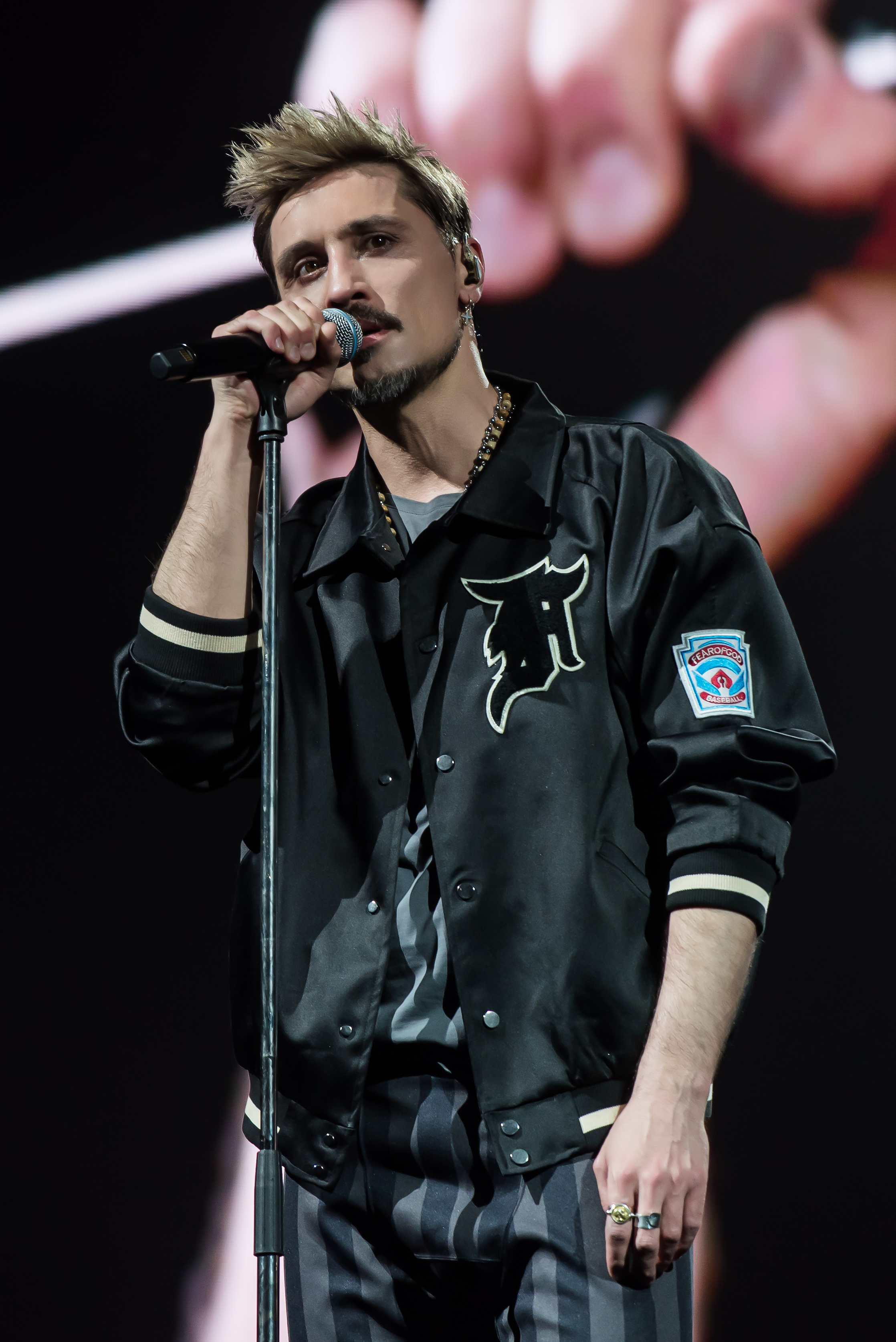
Дима Билан
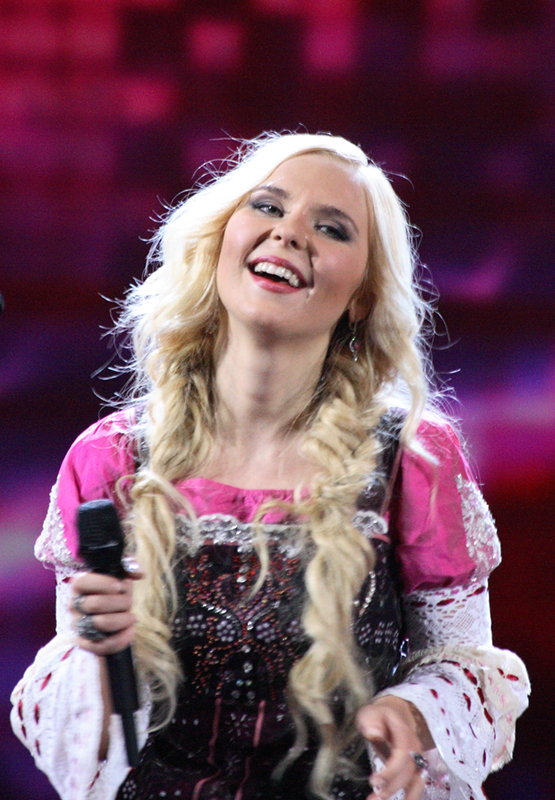
Пелагея
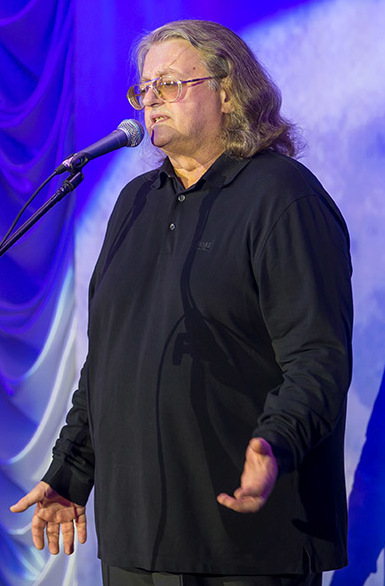
Александр Градский
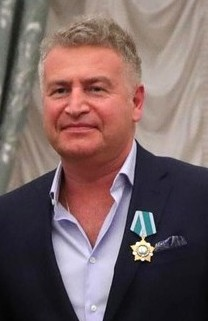
Леонид Агутин

- Дима Билан — российский певец, победитель конкурса «Евровидение-2008».
- Пелагея — фолк-рок-певица, основательница и солистка группы «Пелагея».
- Александр Градский — певец, мультиинструменталист, композитор; заслуженный деятель искусств России и народный артист Российской Федерации.
- Леонид Агутин — российский певец, поэт-песенник, композитор, заслуженный артист Российской Федерации.

## Команды
| - Победитель - Второе место - Третье место - Четвёртое место | - Выбыл в полуфинале - Выбыл в четвертьфинале - Выбыл в нокаутах - Спасён в поединках (имя вычеркнуто) - Выбыл в поединках |  |

| Наставники                             | Топ 56 участников  | Топ 56 участников   | Топ 56 участников   | Топ 56 участников | Топ 56 участников   | Топ 56 участников |
| -------------------------------------- | ------------------ | ------------------- | ------------------- | ----------------- | ------------------- | ----------------- |
| Дима Билан                             |                    |                     |                     |                   |                     |                   |
| Гела Гуралиа                           | Андрей Цветков     | Юлия Пак            | Жаклин Мигаль       | Фарид Аскеров     | Вадим Азарх         |                   |
| Николай Тимохин                        | Ольга Брагина      | Валерия Сушина      | Мария Стасюк        | Ольга Синяева     | Ахмед Шамрах        |                   |
| Виталий Макарян                        | Виктор Балан       | Валерия Сильцова    | Полина Конкина      |                   |                     |                   |
| Пелагея                                |                    |                     |                     |                   |                     |                   |
| Тина Кузнецова                         | Антон Беляев       | Дмитрий Сороченков  | Андрей Давидян †    | Нодар Ревия       | Нани Ева            |                   |
| Иван Вабищевич                         | Лилит Арутюнян     | Алина Чувашова      | Давид Бугаев        | Василий Туркин    | Кристина Стельмах   |                   |
| Арцвик Арутюнян                        | Артур Кириллов     | Кармен Мокси        | Георгий Меликишвили |                   |                     |                   |
| Александр Градский                     |                    |                     |                     |                   |                     |                   |
| Сергей Волчков                         | Шарип Умханов      | Полина Конкина      | Яна Рабинович       | Ангелина Сергеева | Александра Белякова |                   |
| Екатерина Бисерова                     | Светлана Феодулова | Кармен Мокси        | Асет Самраилова     | Румия Ниязова     | Язиля Мухаметова    |                   |
| Александр Бабенко                      | Патриция Курганова | Андрей Цветков      | Екатерина Кузина    |                   |                     |                   |
| Леонид Агутин                          |                    |                     |                     |                   |                     |                   |
| Наргиз Закирова                        | Елена Максимова    | Алена Тойминцева    | Элина Чага          | Пётр Елфимов      | Этери Бериашвили    |                   |
| Кирилл Астапов                         | Екатерина Кузина   | Георгий Меликишвили | Анна Александрова   | Малика Жалолова   | Алексей Минченко    |                   |
| Анна Ризман                            | Нани Ева           | Антон Беляев        | Фарид Аскеров       |                   |                     |                   |
| Спасённые участники выделены курсивом. |                    |                     |                     |                   |                     |                   |

## Слепые прослушивания

### Выпуск № 1: Слепые прослушивания.  1-я неделя
Выпуск вышел в эфир 6 сентября 2013 года. В начале выпуска наставники проекта исполнили песню Карла Перкинса «Blue Suede Shoes».
| №  | Исполнитель                                              | Песня                                                       | Выбор участников и наставников | Выбор участников и наставников | Выбор участников и наставников | Выбор участников и наставников |
| №  | Исполнитель                                              | Песня                                                       | Билан                          | Пелагея                        | Градский                       | Агутин                         |
| -- | -------------------------------------------------------- | ----------------------------------------------------------- | ------------------------------ | ------------------------------ | ------------------------------ | ------------------------------ |
| 1  | Шарип Умханов 32 года, Толстой-Юрт, Чечня                | Клаус Майне, Р. Шенкер «Still Loving You»                   |                                |                                |                                |                                |
| 2  | Ангелина Сергеева 29 лет, Москва                         | А. Мажуков, Н. Шумаков «Ты снишься мне»                     | —                              | —                              |                                | —                              |
| 3  | Мария Кирпичева 30 лет, Иркутск                          | Ф. Эбб, Дж. Кандер «New York, New York»                     | —                              | —                              | —                              | —                              |
| 4  | Александра Белякова 23 года, Нижний Новгород             | А. Киз «If I Ain’t Got You»                                 | —                              | —                              |                                |                                |
| 5  | Илья Чалов 26 лет, Тверь                                 | Д. Арбенина «Розы»                                          | —                              | —                              | —                              | —                              |
| 6  | Анна Александрова 31 год, Сызрань                        | К. Льюис, Э. Райт «When a Man Loves a Woman»                | —                              |                                |                                |                                |
| 7  | Константин Григ 26 лет, Волгоград                        | Дж. Капурро, Э. ди Капуа «’O Sole Mio»                      | —                              | —                              | —                              | —                              |
| 8  | Виктория Жук 25 лет, Москва                              | П. Фарина, Б. Гацдио, Madcon «Beggin»                       | —                              | —                              | —                              | —                              |
| 9  | Анна Ризман 27 лет, Иркутск                              | Б. Бёртон, Т. Каллауэй, Дж. Ревербери «Crazy»               | —                              | —                              | ―                              |                                |
| 10 | Давид Бугаев 26 лет, Владикавказ                         | Л. Рид, Б. Мейсон «Delilah»                                 | —                              |                                | —                              | —                              |
| 11 | Олеся Матакова 22 года, Санкт-Петербург                  | А. Романов «Снилось мне»                                    | —                              | —                              | —                              | —                              |
| 12 | Ольга Брагина 23 года, Берёзовский, Свердловская область | А. Франклин, Т. Уайт «Think»                                |                                | —                              | —                              | —                              |
| 13 | Иван Вабищевич 32 года, Минск, Беларусь                  | Е. Маргулис, А. Макаревич «Мой друг лучше всех играет блюз» | —                              |                                | —                              | —                              |
| 14 | Язиля Мухаметова 21 год, Казань                          | Музыка и слова народные «Mei vata is a Appenzeller»         | —                              | —                              |                                | —                              |

### Выпуск № 2: Слепые прослушивания.  2-я неделя
Выпуск вышел в эфир 13 сентября 2013 года.
| №  | Исполнитель                                                | Песня                                               | Выбор участников и наставников | Выбор участников и наставников | Выбор участников и наставников | Выбор участников и наставников |
| №  | Исполнитель                                                | Песня                                               | Билан                          | Пелагея                        | Градский                       | Агутин                         |
| -- | ---------------------------------------------------------- | --------------------------------------------------- | ------------------------------ | ------------------------------ | ------------------------------ | ------------------------------ |
| 1  | Нодар Ревия 21 год, Москва                                 | Э. Дадли, Дж. Есалик, Принс «Kiss»                  |                                |                                |                                |                                |
| 2  | Алена Тойминцева 21 год, Нижнекамск                        | Б. Хебб «Sunny»                                     |                                | —                              | —                              |                                |
| 3  | Евгений Плеханов 33 года, Брюховецкая                      | Музыка и слова народные «Вдоль по Питерской»        | —                              | —                              | —                              | —                              |
| 4  | Полина Конкина 25 лет, Новосибирск                         | Дж. Фридман, А. Рич «Run to You»                    |                                | —                              |                                | —                              |
| 5  | Элина Чага 20 лет, Кущёвская                               | С. Букер, Э. Даффи «Mercy»                          | —                              |                                | —                              |                                |
| 6  | Дмитрий Сороченков 27 лет, Кемерово                        | Л. Гегельский, Н. Носков «На меньшее я не согласен» | —                              |                                | —                              | —                              |
| 7  | Виктория Тихонова 21 год, Москва                           | А. Зацепин, Л. Дербенев «Помоги мне»                | —                              | —                              | —                              | —                              |
| 8  | Фарид Аскеров 36 лет, Баку, Азербайджан                    | Стиви Уандер «Is Not She Lovely»                    |                                |                                | —                              |                                |
| 9  | Мария Разумная/Александра Разумная 24 года/26 лет, Обнинск | К. Чемберс, К. Бритт «That Don’t Bother Me»         | —                              | —                              | —                              | —                              |
| 10 | Юлия Пак 25 лет, Москва                                    | С. Катлер, Г. Кригер, Э. Превен «Listen»            |                                | —                              | ―                              | —                              |
| 11 | Игорь Каменских 24 года, Тула                              | А. Пахмутова, Н. Добронравов «Как молоды мы были»   | —                              | —                              | —                              | —                              |
| 12 | Валерия Сильцова 24 года, Москва                           | Д. Схувертс, М. Бальфе, Д. Схоуфс «Nah Neh Nah»     |                                | —                              | —                              | —                              |
| 13 | Андреа де Пальма 42 года, Рим, Италия                      | Е. Григорьев «Рюмка водки»                          | —                              | —                              | —                              | —                              |
| 14 | Екатерина Бисерова 22 года, Омск                           | Дж. Корниш, А. Томас «Mama Knows Best»              |                                |                                |                                |                                |

### Выпуск № 3: Слепые прослушивания.  3-я неделя
Выпуск вышел в эфир 20 сентября 2013 года.
| №  | Исполнитель                                 | Песня                                                        | Выбор участников и наставников | Выбор участников и наставников | Выбор участников и наставников | Выбор участников и наставников |
| №  | Исполнитель                                 | Песня                                                        | Билан                          | Пелагея                        | Градский                       | Агутин                         |
| -- | ------------------------------------------- | ------------------------------------------------------------ | ------------------------------ | ------------------------------ | ------------------------------ | ------------------------------ |
| 1  | Ольга Синяева 24 года, Новосибирск          | А. Франклин, Т. Уайт «Think»                                 |                                | —                              | —                              |                                |
| 2  | Фёдор Рытиков 50 лет, Зеленоград            | Дж. Капурро, Э. ди Капуа «O Sole Mio»                        | —                              | —                              | —                              | —                              |
| 3  | Алексей Минченко 32 года, Брянск            | Б. Говард «Fly Me to the Moon»                               |                                |                                |                                |                                |
| 4  | Мария Харитонова 21 год, Орёл               | А.Пахмутова, Н. Добронравов «Беловежская пуща»               | —                              | —                              | —                              | —                              |
| 5  | Василий Туркин 26 лет, Истра                | Ф. Эбб, Дж. Кандер «New York, New York»                      | —                              |                                | —                              | —                              |
| 6  | Валерия Сушина 17 лет, Губкинский           | Г. Уоррен, М. Гордон «At Last»                               |                                | —                              | —                              | —                              |
| 7  | Георгий Колдун 36 лет, Минск, Беларусь      | А. Романов «Снилось мне»                                     | —                              | —                              | —                              | —                              |
| 8  | Александра Заикина 26 лет, Сургут           | К. Сен-Санс, Ф. Лемер Ария Далилы из оперы «Самсон и Далила» | —                              | —                              | —                              | —                              |
| 9  | Александр Бабенко 29 лет, Москва            | Ар Келли «I Believe I Can Fly»                               | —                              | —                              |                                | —                              |
| 10 | Этери Бериашвили 41 год, Сигнахи, Грузия    | Ж. де Абро, Ж. Лару «Tico, tico»                             |                                |                                |                                |                                |
| 11 | Виталий Макарян (Марсель) 22 года, Москва   | Л. Ричи «Hello»                                              |                                | —                              | —                              | —                              |
| 12 | Яна Рабинович 31 год, Нягань                | ш. Дюмон, М. Вокэр «Non, je ne regrette rien»                | —                              | —                              |                                | —                              |
| 13 | Гела Гуралиа 32 года, Поти, Грузия          | М. Минков, В. Тушнова «Не отрекаются, любя»                  |                                | —                              | —                              | —                              |
| 14 | Патриция Курганова 24 года, Минск, Беларусь | А. Рич, Дж. Фридман «Run to You»                             | —                              | —                              |                                | —                              |

### Выпуск № 4: Слепые прослушивания.  4-я неделя
Выпуск вышел в эфир 27 сентября 2013 года.
| №  | Исполнитель                                      | Песня                                        | Выбор участников и наставников | Выбор участников и наставников | Выбор участников и наставников | Выбор участников и наставников |
| №  | Исполнитель                                      | Песня                                        | Билан                          | Пелагея                        | Градский                       | Агутин                         |
| -- | ------------------------------------------------ | -------------------------------------------- | ------------------------------ | ------------------------------ | ------------------------------ | ------------------------------ |
| 1  | Сергей Волчков 25 лет, Быхов, Беларусь           | И. Кальман, О. Фадеева «Ария Мистера Икс»    |                                | —                              |                                | —                              |
| 2  | Тина Кузнецова 31 год, Казань                    | Э. Ньюли, Л. Брикасс «Feeling Good»          |                                |                                |                                |                                |
| 3  | Анатолие Делеу 40 лет, Фалешты, Молдова          | Д. Модуньо, Ф. Мильяччи «Volare»             | —                              | —                              | —                              | —                              |
| 4  | Любовь Толкунова 21 год, Москва                  | С. Трофимов «Боже, какой пустяк»             | —                              | —                              | —                              | —                              |
| 5  | Арцвик Арутюнян 28 лет, Москва                   | Б. Хэбб «Sunny»                              | —                              |                                | —                              |                                |
| 6  | Артур Кириллов 25 лет, Нижнекамск                | М. Трэвис «Sixteen Tons»                     | —                              |                                | —                              | —                              |
| 7  | Виктория Мищенко 28 лет, Санкт-Петербург         | Р. Паулс, Р. Рождественский «Любовь настала» | —                              | —                              | —                              | —                              |
| 8  | Мария Стасюк 18 лет, Киев, Украина               | Р. Джеркинс, Р. Руд «Stand Up for Love»      |                                | —                              | —                              | —                              |
| 9  | Антон Герасименко 22 года, Минеральные Воды      | Э. Канньо, И. Каминская «Влюбленный солдат»  | —                              | —                              | —                              | —                              |
| 10 | Румия Ниязова 25 лет, Казань                     | А. Киз «If I Ain’t Got You»                  | —                              | —                              |                                | —                              |
| 11 | Максим Мацышин 22 года, Саратов                  | Л. Рид, Б. Мэйсон «Delilah»                  | —                              | —                              | —                              | —                              |
| 12 | Алина Наниева (Нани Ева) 32 года, Южно-Сахалинск | Б. Ховард «Fly Me to the Moon»               |                                | —                              | —                              |                                |
| 13 | Ахмед Шамрах (Shone) 30 лет, Мале, Мальдивы      | Н. Богословский, В. Агатов «Тёмная ночь»     |                                | —                              | —                              | —                              |
| 14 | Наргиз Закирова 42 года, Ташкент, Узбекистан     | К. Майне, Р. Шенкер «Still Loving You»       |                                |                                |                                |                                |

### Выпуск № 5: Слепые прослушивания.  5-я неделя
Выпуск вышел в эфир 4 октября 2013 года.
| №  | Исполнитель                                             | Песня                                                            | Выбор участников и наставников | Выбор участников и наставников | Выбор участников и наставников | Выбор участников и наставников |
| №  | Исполнитель                                             | Песня                                                            | Билан                          | Пелагея                        | Градский                       | Агутин                         |
| -- | ------------------------------------------------------- | ---------------------------------------------------------------- | ------------------------------ | ------------------------------ | ------------------------------ | ------------------------------ |
| 1  | Николай Тимохин 25 года, Терволово                      | А. Пахмутова, Н. Добронравов «Как молоды мы были»                |                                |                                | —                              | —                              |
| 2  | Алина Чувашова 20 лет, Ижевск                           | М. Гордон, Г. Уоррен «At Last»                                   | —                              |                                | —                              | —                              |
| 3  | Кирилл Астапов 24 года, Йошкар-Ола, Республика Марий Эл | A. Dudley, J. Jeczalic, Prince «Kiss»                            | —                              |                                | —                              |                                |
| 4  | Аннэя Пашинская 31 год, Москва                          | ДЖ. Фридман, Э. Рич «Run to You»                                 | —                              | —                              | —                              | —                              |
| 5  | Малика Жалолова 21 год, Одесса, Украина                 | С. Букер, Э. Даффи «Mercy»                                       |                                |                                | —                              |                                |
| 6  | Аида Тлиашинова 21 год, Нальчик                         | Дж. Браун, Б. Дж. Ньюсам «It’s a Man’s Man’s Man’s World»        | —                              | —                              | —                              | —                              |
| 7  | Георгий Меликишвили 34 года, Телави, Грузия             | Дж. Капурро, Э ди Капуа «’O Sole Mio»                            | —                              |                                | —                              | —                              |
| 8  | Анастасия Беляева 26 лет, Рыбинск                       | C. Бабкин, А. Запорожец «Нева»                                   | —                              | —                              | —                              | —                              |
| 9  | Антон Беляев 33 года, Магадан                           | К. Айзек «Wicked Game»                                           |                                |                                |                                |                                |
| 10 | Лилит Арутюнян 26 лет, Минеральные Воды                 | С. Катлер, Г. Кригер, Э. Превен «Listen»                         | —                              |                                | —                              | —                              |
| 11 | Екатерина Кузина 20 лет, Киров                          | М. Минков, В. Тушнова «Не отрекаются, любя»                      | —                              | —                              |                                | —                              |
| 12 | Андрей Лобжанидзе 25 лет, Прохладный                    | В. Кристовский «Проститься»                                      | —                              | —                              | —                              | —                              |
| 13 | Светлана Феодулова 26 лет, Москва                       | В. А. Моцарт Вторая ария Царицы ночи из оперы «Волшебная флейта» |                                | —                              |                                | —                              |
| 14 | Андрей Давидян † 57 лет, Москва                         | Х. Кармайкл, С. Горрелл «Georgia on My Mind»                     |                                |                                |                                |                                |

### Выпуск № 6: Слепые прослушивания.  6-я неделя
Выпуск вышел в эфир 12 октября 2013 года.
| №  | Исполнитель                                         | Песня                                                       | Выбор участников и наставников | Выбор участников и наставников | Выбор участников и наставников | Выбор участников и наставников |
| №  | Исполнитель                                         | Песня                                                       | Билан                          | Пелагея                        | Градский                       | Агутин                         |
| -- | --------------------------------------------------- | ----------------------------------------------------------- | ------------------------------ | ------------------------------ | ------------------------------ | ------------------------------ |
| 1  | Кармен Мокси 30 лет, Лос-Анджелес, США              | Э. Кригер, С. Катлер, А. Превен «Listen»                    | —                              |                                | —                              | —                              |
| 2  | Вадим Азарх 39 лет, Санкт-Петербург                 | Принс «Purple Rain»                                         |                                | —                              | —                              | —                              |
| 3  | Елена Максимова 34 года, Севастополь, Украина       | Дж. Фридман, А. Рич «Run to you»                            |                                |                                |                                |                                |
| 4  | Александр Быков 30 лет, Красноярск                  | А. Сапунов, А. Слизунов «Звон»                              | —                              | —                              | —                              | —                              |
| 5  | Кристина Стельмах 25 лет, Калининград               | Д. Корниш,Э. Томас «Mamma Knows Best»                       | —                              |                                | —                              | —                              |
| 6  | Дарья Глотова 19 лет, Череповец                     | М. Экко, Джастин Паркер «Stay»                              | —                              | Полная команда                 | —                              | —                              |
| 7  | Андрей Цветков 18 лет, Москва                       | Ар Келли «I Believe I Can Fly»                              |                                | Полная команда                 |                                | —                              |
| 8  | Асет Самраилова 31 год, Москва                      | А. Киз «If I Ain’t Got You»                                 | —                              | Полная команда                 |                                | —                              |
| 9  | Пётр Елфимов 33 года, Минск, Беларусь               | Т. Залужная «Полетели»                                      | —                              | Полная команда                 | Полная команда                 |                                |
| 10 | Жаклин Мигаль 37 лет, Москва                        | Б. Ховард »Fly Me to the Moon"                              |                                | Полная команда                 | Полная команда                 | Полная команда                 |
| 11 | Елена Терехова 30 лет, Североморск, Мурманская обл. | С. Браун, Г. Саттон, B. B. Brody «Stop!»                    | —                              | Полная команда                 | Полная команда                 | Полная команда                 |
| 12 | Руслан Ивакин 25 лет, Абакан, Республика Хакасия    | И. Кальман, О. Фадеева Ария Мистера Икс из к\ф «Мистер Икс» | —                              | Полная команда                 | Полная команда                 | Полная команда                 |
| 13 | Юлия Куусметс 27 лет, Таллин, Эстония               | И. Крутой, Р. Казакова «Мой первый день без тебя»           | —                              | Полная команда                 | Полная команда                 | Полная команда                 |
| 14 | Виктор Балан 29 лет, Рыбница, Молдова               | A. Dudley, J. Jeczalic, Prince «Kiss»                       |                                | Полная команда                 | Полная команда                 | Полная команда                 |

## Поединки

### Выпуски № 7—10: Поединки
Этап «Поединки» начался 18 октября и завершился 1 ноября 2013 года. На этом этапе у каждого наставника есть возможность спасения одного участника из другой команды. В этап «Нокауты» прошли 28 участников, а также спасённые наставниками.
| Выпуск                | Наставник          | № | Победитель          | Песня | Проигравший         | Результат "Спасение" | Результат "Спасение" | Результат "Спасение" | Результат "Спасение" |
| Выпуск                | Наставник          | № | Победитель          | Песня | Проигравший         | Билан                | Пелагея              | Градский             | Агутин               |
| --------------------- | ------------------ | - | ------------------- | --- | ------------------- | -------------------- | -------------------- | -------------------- | -------------------- |
| Выпуск 7 (18 октября) | Александр Градский | 1 | Екатерина Бисерова  | «All That Jazz» (Фрэд Эбб / Джон Кандер)                                                                     | Язиля Мухаметова    | —                    | —                    | Недоступно           | —                    |
| Выпуск 7 (18 октября) | Пелагея            | 2 | Нодар Ревия         | «Туда» (Инна Стил)                                                                                           | Георгий Меликишвили | —                    | Недоступно           | —                    |                      |
| Выпуск 7 (18 октября) | Александр Градский | 3 | Ангелина Сергеева   | «Highway To Hell» (Бон Скотт / Ангус Янг / Малькольм Янг)                                                    | Румия Ниязова       | —                    | —                    | Недоступно           | —                    |
| Выпуск 7 (18 октября) | Леонид Агутин      | 4 | Пётр Елфимов        | «Я тебя не люблю» (Виктор Дробыш / Константин Арсенев)                                                       | Анна Ризман         | —                    | —                    | —                    | Недоступно           |
| Выпуск 7 (18 октября) | Дима Билан         | 5 | Вадим Азарх         | «Another Day in Paradise» (Фил Коллинз)                                                                      | Виталий Макарян     | Недоступно           | —                    | —                    | —                    |
| Выпуск 7 (18 октября) | Пелагея            | 6 | Алина Чувашова      | «Where The Wild Roses Grow» (Ник Кейв)                                                                       | Давид Бугаев        | —                    | Недоступно           | —                    | —                    |
| Выпуск 7 (18 октября) | Дима Билан         | 7 | Гела Гуралиа        | «Tell Him» (Уолтер Афанасьефф / Дэвид Фостер / Линда Томпсон)                                                | Полина Конкина      | Недоступно           | —                    |                      | —                    |
|                       |                    |   |                     | |                     |                      |                      |                      |                      |
| Выпуск 8 (25 октября) | Александр Градский | 1 | Шарип Умханов       | «The Prayer» (Фред Эбб / Джон Кандер)                                                                        | Екатерина Кузина    | —                    | —                    | Недоступно           |                      |
| Выпуск 8 (25 октября) | Пелагея            | 2 | Иван Вабищевич      | «Le temps des cathédrales» (Риккардо Коччанте / Люк Пламондон / Юлий Ким)                                    | Василий Туркин      | —                    | Недоступно           | —                    | Полная команда       |
| Выпуск 8 (25 октября) | Дима Билан         | 3 | Жаклин Мигаль       | «How Do You Keep the Music Playing?» (Мишель Легран)                                                         | Ахмед Шамрах        | Недоступно           | —                    | —                    | Полная команда       |
| Выпуск 8 (25 октября) | Дима Билан         | 4 | Валерия Сушина      | «Пообещайте мне любовь» (Евгений Крылатов / Игорь Вознесенский)                                              | Мария Стасюк        | Недоступно           | —                    | —                    | Полная команда       |
| Выпуск 8 (25 октября) | Леонид Агутин      | 5 | Елена Максимова     | «In Your Eyes» (Дэн Хилл / Майкл Массер)                                                                     | Фарид Аскеров       |                      | —                    | —                    | Полная команда       |
| Выпуск 8 (25 октября) | Пелагея            | 6 | Лилит Арутюнян      | «Fighter» (Кристина Агилера / Скотт Сторч)                                                                   | Кристина Стельмах   | —                    | Недоступно           | —                    | Полная команда       |
| Выпуск 8 (25 октября) | Александр Градский | 7 | Сергей Волчков      | «Мелодия» (Александра Пахмутова / Николай Добронравов)                                                       | Патриция Курганова  | —                    | —                    | Недоступно           | Полная команда       |
|                       |                    |   |                     | |                     |                      |                      |                      |                      |
| Выпуск 9 (1 ноября)   | Леонид Агутин      | 1 | Элина Чага          | «The Morning After» (Чарли Берил / Дебора Кокс / Итан Фармер]/ Джонта Остин / Кенни Берил / Уоррин Кэмпбелл) | Малика Жалолова     | —                    | —                    | —                    | Полная команда       |
| Выпуск 9 (1 ноября)   | Дима Билан         | 2 | Николай Тимохин     | «Благодарю тебя» (Арно Бабаджанян / Роберт Рождественский)                                                   | Виктор Балан        | Недоступно           | —                    | —                    | Полная команда       |
| Выпуск 9 (1 ноября)   | Александр Градский | 3 | Яна Рабинович       | «Вечная любовь» (Шарль Азнавур / Жорж Гарваренц / Наталья Кончаловская)                                      | Андрей Цветков      |                      |                      | Недоступно           | Полная команда       |
| Выпуск 9 (1 ноября)   | Пелагея            | 4 | Андрей Давидян †    | «Never Gonna Give You Up» (Барри Уайт)                                                                       | Арцвик Арутюнян     | Полная команда       | Недоступно           | —                    | Полная команда       |
| Выпуск 9 (1 ноября)   | Пелагея            | 5 | Дмитрий Сороченков  | «Солнечный остров» (Андрей Макаревич)                                                                        | Артур Кириллов      | Полная команда       | Недоступно           | —                    | Полная команда       |
| Выпуск 9 (1 ноября)   | Дима Билан         | 6 | Юлия Пак            | «Diamonds Are Forever» (Джон Барри / Дон Блэк)                                                               | Ольга Синяева       | Полная команда       | —                    | —                    | Полная команда       |
| Выпуск 9 (1 ноября)   | Леонид Агутин      | 7 | Алёна Тойминцева    | «Hit the Road Jack» (Перси Мэйфилд / Рэй Чарльз)                                                             | Антон Беляев        | Полная команда       |                      | —                    | Полная команда       |
|                       |                    |   |                     | |                     |                      |                      |                      |                      |
| Выпуск 10 (8 ноября)  | Александр Градский | 1 | Александра Белякова | «If I Were a Boy» (БС Джин / Тоби Гэд)                                                                       | Александр Бабенко   | Полная команда       | —                    | Недоступно           | Полная команда       |
| Выпуск 10 (8 ноября)  | Дима Билан         | 2 | Ольга Брагина       | «Самолеты улетают» (Алла Пугачёва)                                                                           | Валерия Сильцова    | Полная команда       | —                    | —                    | Полная команда       |
| Выпуск 10 (8 ноября)  | Леонид Агутин      | 3 | Этери Бериашвили    | «Just the Two of Us» (Ральф Макдональд / Уильям Салтер / Билл Уизерс)                                        | Нани Ева            | Полная команда       |                      | —                    | Полная команда       |
| Выпуск 10 (8 ноября)  | Леонид Агутин      | 4 | Кирилл Астапов      | «Снег» (Николай Носков / Алексей Чуланский)                                                                  | Алексей Минченко    | Полная команда       | Полная команда       | —                    | Полная команда       |
| Выпуск 10 (8 ноября)  | Пелагея            | 5 | Тина Кузнецова      | «Miss Celie’s Blues» (Лайонел Ричи / Куинси Джонс / Род Темпертон)                                           | Кармен Мокси        | Полная команда       | Полная команда       |                      | Полная команда       |
| Выпуск 10 (8 ноября)  | Александр Градский | 6 | Светлана Феодулова  | «Memory» (Эндрю Ллойд Уэббер / Томас Стернз Элиот / Тревор Нанн)                                             | Асет Самраилова     | Полная команда       | Полная команда       | Полная команда       | Полная команда       |
| Выпуск 10 (8 ноября)  | Леонид Агутин      | 7 | Наргиз Закирова     | «Замок из дождя» (Владимир Пресняков / Карен Кавалерян)                                                      | Анна Александрова   | Полная команда       | Полная команда       | Полная команда       | Полная команда       |

## Нокауты

### Выпуски № 11-13: Нокауты
Этап «Нокауты» начался 15 ноября и завершился 29 ноября 2013. В начале первого выпуска нокаутов участники команды Александра Градского поздравили своего наставника с 64-летием, исполнив песню «When I’m Sixty-Four» группы Beatles. В каждой команде каждого наставника осталось 9 участников. Наставники разделили свою команду на три тройки и оставили в проекте двух вокалистов из каждой тройки. В Четвертьфинал прошли по шесть участников от каждой команды.
Легенда
| Выпуск 11 (15 ноября) | Александр Градский | 1 | «С полуслова, с полувзгляда» (Давид Тухманов / Игорь Шаферан)                                     | Шарип Умханов       | Кармен Мокси        | «Stay with Me Baby» (Джерри Раговой / Джордж Вайсс)                                     |  |  |  |
| Выпуск 11 (15 ноября) | Александр Градский | 1 | «My Yiddishe mama» (Джек Йеллен / Лью Поллак)                                                     | Яна Рабинович       | Кармен Мокси        | «Stay with Me Baby» (Джерри Раговой / Джордж Вайсс)                                     |  |  |  |
| Выпуск 11 (15 ноября) | Леонид Агутин      | 2 | «Романс» (Анатолий Бальчев / Николай Гумилёв)                                                     | Пётр Елфимов        | Георгий Меликишвили | «Manhã de Carnaval» (Антонио Мария / Луиз Бонфа)                                        |  |  |  |
| Выпуск 11 (15 ноября) | Леонид Агутин      | 2 | «Карточный домик» (Виктор Резников / Лилия Виноградова)                                           | Этери Бериашвили    | Георгий Меликишвили | «Manhã de Carnaval» (Антонио Мария / Луиз Бонфа)                                        |  |  |  |
| Выпуск 11 (15 ноября) | Пелагея            | 3 | «Crazy» (Дезмонд Чайлд / Джо Перри / Стивен Тайлер)                                               | Дмитрий Сороченков  | Алина Чувашова      | «Nothing Compares 2 U» (Принс)                                                          |  |  |  |
| Выпуск 11 (15 ноября) | Пелагея            | 3 | «Верни мне музыку» (Арно Бабаджанян / Андрей Вознесенский)                                        | Нодар Ревия         | Алина Чувашова      | «Nothing Compares 2 U» (Принс)                                                          |  |  |  |
| Выпуск 11 (15 ноября) | Дима Билан         | 4 | «Сто часов счастья» (Константин Орбелян / Вероника Тушнова)                                       | Жаклин Мигаль       | Валерия Сушина      | «Nobody`s Perfect» (Клод Келли / Джессика Корниш / Андре Бриссет)                       |  |  |  |
| Выпуск 11 (15 ноября) | Дима Билан         | 4 | «I Knew I Loved You» (Алан Бергман / Эннио Морриконе / Мэрилин Бергман)                           | Гела Гуралиа        | Валерия Сушина      | «Nobody`s Perfect» (Клод Келли / Джессика Корниш / Андре Бриссет)                       |  |  |  |
|                       |                    |   |                                                                                                   |                     |                     |                                                                                         |  |  |  |
| Выпуск 12 (22 ноября) | Пелагея            | 1 | «Bésame Mucho» (Консуэло Веласкес)                                                                | Нани Ева            | Лилит Арутюнян      | «Fallin’» (Алиша Кис)                                                                   |  |  |  |
| Выпуск 12 (22 ноября) | Пелагея            | 1 | «Ты вернёшься когда-нибудь снова» (Леонид Агутин)                                                 | Антон Беляев        | Лилит Арутюнян      | «Fallin’» (Алиша Кис)                                                                   |  |  |  |
| Выпуск 12 (22 ноября) | Дима Билан         | 2 | «Любовь, похожая на сон» (Игорь Крутой / Валерия Горбачёва)                                       | Фарид Аскеров       | Ольга Брагина       | «(You Make Me Feel Like) A Natural Woman» (Кэрол Кинг / Джерри Гоффин / Джерри Векслер) |  |  |  |
| Выпуск 12 (22 ноября) | Дима Билан         | 2 | «They Won’t Go When I Go» (Ивонн Райт / Стиви Уандер)                                             | Андрей Цветков      | Ольга Брагина       | «(You Make Me Feel Like) A Natural Woman» (Кэрол Кинг / Джерри Гоффин / Джерри Векслер) |  |  |  |
| Выпуск 12 (22 ноября) | Александр Градский | 3 | «Нищая» (Александр Алябьев / Пьер-Жан Беранже / Дмитрий Ленский)                                  | Полина Конкина      | Светлана Феодулова  | «Ария Олимпии из оперетты „Сказки Гофмана“» (Жак Оффенбах / Жюль Барбье)                |  |  |  |
| Выпуск 12 (22 ноября) | Александр Градский | 3 | «Я люблю тебя, жизнь» (Эдуард Колмановский / Константин Ваншенкин)                                | Сергей Волчков      | Светлана Феодулова  | «Ария Олимпии из оперетты „Сказки Гофмана“» (Жак Оффенбах / Жюль Барбье)                |  |  |  |
| Выпуск 12 (22 ноября) | Леонид Агутин      | 4 | «Женщина, которая поёт» (Алла Пугачёва / Леонид Гарин / Кайсын Кулиев / Наум Гребнев)             | Наргиз Закирова     | Екатерина Кузина    | «I Will Always Love You» (Долли Партон)                                                 |  |  |  |
| Выпуск 12 (22 ноября) | Леонид Агутин      | 4 | «My Heart Will Go On» (Джеймс Хорнер / Уилл Дженнингс)                                            | Елена Максимова     | Екатерина Кузина    | «I Will Always Love You» (Долли Партон)                                                 |  |  |  |
|                       |                    |   |                                                                                                   |                     |                     |                                                                                         |  |  |  |
| Выпуск 13 (29 ноября) | Леонид Агутин      | 1 | «History Repeating» (Алекс Гиффорд)                                                               | Элина Чага          | Кирилл Астапов      | «Superstition» (Стиви Уандер)                                                           |  |  |  |
| Выпуск 13 (29 ноября) | Леонид Агутин      | 1 | «День погас»                                                                                      | Алена Тойминцева    | Кирилл Астапов      | «Superstition» (Стиви Уандер)                                                           |  |  |  |
| Выпуск 13 (29 ноября) | Дима Билан         | 2 | «Молитва» из мюзикла "Метро" (Януш Стоклоса / Юрий Ряшенцев / Галина Полиди)                      | Юлия Пак            | Николай Тимохин     | «Ария Неморино» из оперы "Любовный напиток" (Гаэтано Доницетти / Феличе Романи)         |  |  |  |
| Выпуск 13 (29 ноября) | Дима Билан         | 2 | «Apologize» / «Улетели листья» (Тимоти Мосли / Райан Теддер / Николай Рубцов / Александр Морозов) | Вадим Азарх         | Николай Тимохин     | «Ария Неморино» из оперы "Любовный напиток" (Гаэтано Доницетти / Феличе Романи)         |  |  |  |
| Выпуск 13 (29 ноября) | Александр Градский | 3 | «Колыбельная» (Александр Градский / Наталья Кончаловская / Маргарита Пушкина)                     | Ангелина Сергеева   | Екатерина Бисерова  | «Contigo en la Distanc7ia» (Сезар Портильо де ла Лус)                                   |  |  |  |
| Выпуск 13 (29 ноября) | Александр Градский | 3 | «All The Man That I Need» (Дин Питчфорд / Майкл Гор)                                              | Александра Белякова | Екатерина Бисерова  | «Contigo en la Distanc7ia» (Сезар Портильо де ла Лус)                                   |  |  |  |
| Выпуск 13 (29 ноября) | Пелагея            | 4 | «Ваня» (Алексей Ракитин / Юрий Усачёв / Тина Кузнецова)                                           | Тина Кузнецова      | Иван Вабищевич      | «Я остаюсь» (Анатолий Крупнов)                                                          |  |  |  |
| Выпуск 13 (29 ноября) | Пелагея            | 4 | «What a Wonderful World» (Боб Тиль / Джордж Вайс)                                                 | Андрей Давидян †    | Иван Вабищевич      | «Я остаюсь» (Анатолий Крупнов)                                                          |  |  |  |

## Четвертьфинал

### Выпуски № 14-15: Четвертьфиналы
Прямые эфиры Четвертьфинала состоялись 6 и 13 декабря 2013 года. В команде каждого наставника осталось шесть участников. По результатам голосования зрителей и наставников в Полуфинал прошли по два вокалиста от каждой команды.
Легенда
| Выпуск                 | №  | Наставник          | Участник            | Песня                        | Голоса наставника | Голоса зрителей | Сумма голосов | Итог               |  |
| ---------------------- | -- | ------------------ | ------------------- | ---------------------------- | ----------------- | --------------- | ------------- | ------------------ |  |
| Выпуск 14 (6 декабря)  | 1  | Александр Градский | Ангелина Сергеева   | «Padam… Padam…»              | 30 %              | 8,5 %           | 38,5 %        | Выбыла             |  |
| Выпуск 14 (6 декабря)  | 2  | Александр Градский | Яна Рабинович       | «Течёт река Волга»           | 20 %              | 21,2 %          | 41,2 %        | Выбыла             |  |
| Выпуск 14 (6 декабря)  | 3  | Александр Градский | Сергей Волчков      | «Passione»                   | 50 %              | 70,3 %          | 120,3 %       | Прошёл в полуфинал |  |
| Выпуск 14 (6 декабря)  | 4  | Пелагея            | Тина Кузнецова      | «Ай вы, цыгане»              | 50 %              | 60,1 %          | 110,1 %       | Прошла в полуфинал |  |
| Выпуск 14 (6 декабря)  | 5  | Пелагея            | Нодар Ревия         | «This Love»                  | 30 %              | 13,6 %          | 43,6 %        | Выбыл              |  |
| Выпуск 14 (6 декабря)  | 6  | Пелагея            | Андрей Давидян †    | «Куда ты, туда и я»          | 20 %              | 26,3 %          | 46,3 %        | Выбыл              |  |
| Выпуск 14 (6 декабря)  | 7  | Дима Билан         | Вадим Азарх         | «Выхода нет»                 | 20 %              | 9,4 %           | 29,4 %        | Выбыл              |  |
| Выпуск 14 (6 декабря)  | 8  | Дима Билан         | Юлия Пак            | «Fairy World»                | 30 %              | 20,5 %          | 50,5 %        | Выбыла             |  |
| Выпуск 14 (6 декабря)  | 9  | Дима Билан         | Андрей Цветков      | «Звезда»                     | 50 %              | 70,1 %          | 120,1 %       | Прошёл в полуфинал |  |
| Выпуск 14 (6 декабря)  | 10 | Леонид Агутин      | Пётр Елфимов        | «I Don’t Wanna Miss a Thing» | 20 %              | 15,5 %          | 35,5 %        | Выбыл              |  |
| Выпуск 14 (6 декабря)  | 11 | Леонид Агутин      | Элина Чага          | «О нём»                      | 30 %              | 19,5 %          | 49,5 %        | Выбыла             |  |
| Выпуск 14 (6 декабря)  | 12 | Леонид Агутин      | Наргиз Закирова     | «Smells Like Teen Spirit»    | 50 %              | 65 %            | 115 %         | Прошла в полуфинал |  |
|                        |    |                    |                     |                              |                   |                 |               |                    |  |
| Выпуск 15 (13 декабря) | 1  | Леонид Агутин      | Этери Бериашвили    | «Дорогие мои москвичи»       | 20 %              | 3,2 %           | 23,2 %        | Выбыла             |  |
| Выпуск 15 (13 декабря) | 2  | Леонид Агутин      | Алена Тойминцева    | «Cosmic Girl»                | 50 %              | 19 %            | 69 %          | Выбыла             |  |
| Выпуск 15 (13 декабря) | 3  | Леонид Агутин      | Елена Максимова     | «Je suis malade»             | 30 %              | 77,8 %          | 107,8 %       | Прошла в полуфинал |  |
| Выпуск 15 (13 декабря) | 4  | Пелагея            | Антон Беляев        | «No Woman, No Cry»           | 50 %              | 48,5 %          | 98,5 %        | Прошёл в полуфинал |  |
| Выпуск 15 (13 декабря) | 5  | Пелагея            | Нани Ева            | «Ау»                         | 20 %              | 9,1 %           | 29,1 %        | Выбыла             |  |
| Выпуск 15 (13 декабря) | 6  | Пелагея            | Дмитрий Сороченков  | «Бывший подъесаул»           | 30 %              | 42,4 %          | 72,4 %        | Выбыл              |  |
| Выпуск 15 (13 декабря) | 7  | Дима Билан         | Жаклин Мигаль       | «I`ve seen that face before» | 30 %              | 7,6 %           | 37,6 %        | Выбыла             |  |
| Выпуск 15 (13 декабря) | 8  | Дима Билан         | Фарид Аскеров       | «Не спеши»                   | 20 %              | 14,7 %          | 34,7 %        | Выбыл              |  |
| Выпуск 15 (13 декабря) | 9  | Дима Билан         | Гела Гуралиа        | «Earth Song»                 | 50 %              | 77,7 %          | 127,7 %       | Прошёл в полуфинал |  |
| Выпуск 15 (13 декабря) | 10 | Александр Градский | Александра Белякова | «Журавли»                    | 20 %              | 12 %            | 32 %          | Выбыла             |  |
| Выпуск 15 (13 декабря) | 11 | Александр Градский | Шарип Умханов       | «Maybe I Maybe You»          | 50 %              | 59,4 %          | 109,4 %       | Прошёл в полуфинал |  |
| Выпуск 15 (13 декабря) | 12 | Александр Градский | Полина Конкина      | «Молитва»                    | 30 %              | 28,8 %          | 58,8 %        | Выбыла             |  |

## Полуфинал

### Выпуск № 16: Полуфинал
Прямой эфир Полуфинала состоялся 20 декабря 2013. В команде каждого наставника осталось два участника. По результатам голосования зрителей и наставников в Финал прошли по одному вокалисту от каждой команды.
Легенда
| Выпуск                 | № | Наставник          | Участник        | Песня                  | Голоса наставника | Голоса зрителей | Сумма голосов | Итог           |
| ---------------------- | - | ------------------ | --------------- | ---------------------- | ----------------- | --------------- | ------------- | -------------- |
| Выпуск 16 (20 декабря) | 1 | Александр Градский | Сергей Волчков  | «Синяя Вечность»       | 40 %              | 62,3 %          | 102,3 %       | Прошёл в финал |
| Выпуск 16 (20 декабря) | 2 | Александр Градский | Шарип Умханов   | «Miserere»             | 60 %              | 37,7 %          | 97,7 %        | Выбыл          |
| Выпуск 16 (20 декабря) | 3 | Пелагея            | Тина Кузнецова  | «Небо Лондона»         | 60 %              | 46,3 %          | 106,3 %       | Прошла в финал |
| Выпуск 16 (20 декабря) | 4 | Пелагея            | Антон Беляев    | «Shape of My Heart»    | 40 %              | 53,7 %          | 93,7 %        | Выбыл          |
| Выпуск 16 (20 декабря) | 5 | Дима Билан         | Андрей Цветков  | «Heal The World»       | 60 %              | 37 %            | 97 %          | Выбыл          |
| Выпуск 16 (20 декабря) | 6 | Дима Билан         | Гела Гуралиа    | «Путь»                 | 40 %              | 63 %            | 103 %         | Прошел в финал |
| Выпуск 16 (20 декабря) | 7 | Леонид Агутин      | Елена Максимова | «Back in the U.S.S.R.» | 40 %              | 44,9 %          | 84,9 %        | Выбыла         |
| Выпуск 16 (20 декабря) | 8 | Леонид Агутин      | Наргиз Закирова | «Когда я уйду»         | 60 %              | 55,1 %          | 115,1 %       | Прошла в финал |

Выступления вне конкурса
| № | Исполнители                                       | Песня                 |
| - | ------------------------------------------------- | --------------------- |
| 1 | Дина Гарипова, Сергей Волчков и Шарип Умханов     | «Подберу музыку»      |
| 2 | Владимир Пресняков, Тина Кузнецова и Антон Беляев | «Птица»               |
| 3 | Алсу, Гела Гуралиа и Андрей Цветков               | «The Whole New World» |
| 4 | Инна Желанная, Наргиз Закирова и Елена Максимова  | «Иван»                |

## Финал

### Выпуск № 17: Финал
Прямой эфир Финала состоялся 27 декабря 2013 года. Четыре сильнейших вокалиста проекта (каждый из них — в своей команде) исполнили по две сольных песни и одну в дуэте со своим наставником. Победителем сезона стал Сергей Волчков из команды Александра Градского.
| Выпуск                 | Наставник          | Участник        | № | Дуэт с наставником                   | № | Соло № 1                   | №      | Соло № 2                | Голоса зрителей | Итог            |
| Выпуск 17 (27 декабря) |                    |                 |   |                                      |   |                            |        |                         |                 |                 |
| ---------------------- | ------------------ | --------------- | - | ------------------------------------ | - | -------------------------- | ------ | ----------------------- | --------------- | --------------- |
| Выпуск 17 (27 декабря) | Дима Билан         | Гела Гуралиа    | 1 | «The Way We Were»                    | 5 | «Я тебя никогда не забуду» | 9      | «Papa Can You Hear Me?» | Н/д             | Третье место    |
| Выпуск 17 (27 декабря) | Пелагея            | Тина Кузнецова  | 2 | «Now We Are Free»                    | 6 | «Монолог»                  | Выбыла | Выбыла                  | Выбыла          | Четвёртое место |
| Выпуск 17 (27 декабря) | Александр Градский | Сергей Волчков  | 3 | «Місяць на небі»                     | 7 | «Ария Мистера Икс»         | 10     | «Tu, Ca Nun Chiagne»    | 75 %            | Победитель      |
| Выпуск 17 (27 декабря) | Леонид Агутин      | Наргиз Закирова | 4 | «Если ты когда-нибудь меня простишь» | 8 | «Калитка»                  | 11     | «The Show Must Go On»   | 25 %            | Второе место    |

Выступления вне конкурса
| № | Исполнители                                  | Песня                    |
| - | -------------------------------------------- | ------------------------ |
| 1 | Все участники второго сезона проекта «Голос» | «White Dove»             |
| 2 | Тина Кузнецова                               | «Стороною дождь» / «Try» |